# Ulvegravene
Ulvegravene er en vej samt navnet på den omkringliggende bebyggelse i Hjørrings sydvestlige udkant (Sankt Hans Sogn), præget af parcelhusbyggeri fra 1970'erne og 1980'erne. 
Kvarteret gennemskæres af Vendsysselbanen (Hjørring mod Aalborg).
57°26′33″N 09°58′30″Ø / 57.44250°N 9.97500°Ø